# Pönitz (Taucha)
Pönitz ist ein Ortsteil der sächsischen Stadt Taucha im Landkreis Nordsachsen.

## Geografie

### Lage

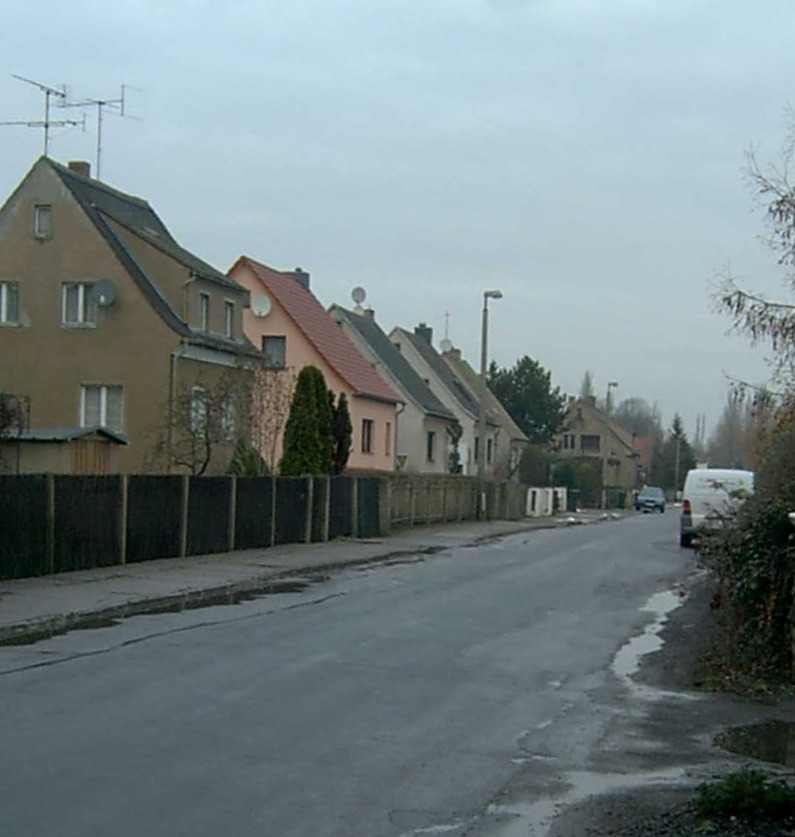
Pönitz im Dezember 2006. Blick nordwärts

Pönitz liegt etwa 3 Kilometer nordnordöstlich von Taucha. Zum Ort gehören drei Siedlungsteile. Einer auf der Südseite der Bahnstrecke Leipzig–Eilenburg, an welcher Pönitz einen Haltepunkt hat, der eigentliche Dorfkern auf der Nordseite sowie das an diesen angefügte Neubaugebiet „Weidenweg“. Zwischen Taucha und Pönitz liegt die Tauchaer Endmoränenlandschaft. Auf eiszeitliche Bildung sind ebenfalls die beiden höchsten Punkte des Ortes zurückzuführen, der Wachberg und der Fuchsberg. Pönitz grenzt im Süden an den Staditzwald, in dessen Mitte sich der Staditzteich befindet. Dieses Naherholungsgebiet ist Teil des „grünen Gürtels“ um Leipzig. Durch den Ort führt die Kreisstraße 7422 Plösitz–Zschettgau.

### Nachbarorte
| Gottscheina | Liemehna                                    | Gallen    |
| Merkwitz    | Kompassrose, die auf Nachbargemeinden zeigt | Gordemitz |
| Seegeritz   | Taucha                                      | Dewitz    |

## Geschichte
Die erste urkundliche Erwähnung datiert von 1496 als Bonewitz. August Schumann nennt 1821 im Staatslexikon von Sachsen Pönitz betreffend u. a.: 

„Es steht schrifts. dem hiesigen Rittergute zu, welches den 30. Jan. 1753 altschriftsäßig wurde und mit 1 Ritterpferde verdient wird. Das Dorf hat 20 Häuser, 1 Mühle und 120 Einwohner, welche nach Liehmena gepfarrt sind. Das hies. Rittergut ist jetzt mit dem Rittergut Rischwitz im Stift Wurzen verbunden.“

Pönitz gehörte bis 1815 als Exklave zwischen den Ämtern Eilenburg und Leipzig zum kursächsischen Amt Delitzsch. Da durch die Beschlüsse des Wiener Kongresses das Amt Delitzsch im Jahr 1815 zu Preußen kam, wurde die Exklave Pönitz in das königlich-sächsische Kreisamt Leipzig integriert.
Am 1. Juni 1888 erhielt Pönitz mit dem gleichnamigen Haltepunkt Eisenbahnanschluss an der Bahnstrecke Leipzig–Eilenburg, der heute von den Zügen der Linie S4 des MDV in Halbstundentakt bedient wird.
Zum 1. Dezember 1991 wurde Pönitz nach Taucha eingemeindet.

## Entwicklung der Einwohnerzahl
| Jahr | Einwohnerzahl                           |
| ---- | --------------------------------------- |
| 1566 | 17 besessene Mann, 2 Häusler 15 ½ Hufen |
| 1748 | 11 besessene Mann, 6 Gärtner, 12 Hufen  |
| 1834 | 150                                     |
| 1871 | 171                                     |
| 1890 | 162                                     |

| Jahr | Einwohnerzahl |
| ---- | ------------- |
| 1910 | 182           |
| 1925 | 243           |
| 1939 | 274           |
| 1946 | 338           |
| 1950 | 294           |

| Jahr | Einwohnerzahl |
| ---- | ------------- |
| 1964 | 282           |
| 1990 | 236           |
| 2008 | 406           |
| 2011 | 369           |
| 2016 | 383           |

## Persönlichkeiten
- Waldemar Pappusch (1936–2024), Handballspieler und -trainer
- Kati Naumann (* 1963), Schriftstellerin und Autorin
- Tobias Künzel (* 1964), Musiker und Sänger